# Zollhaus Herbede

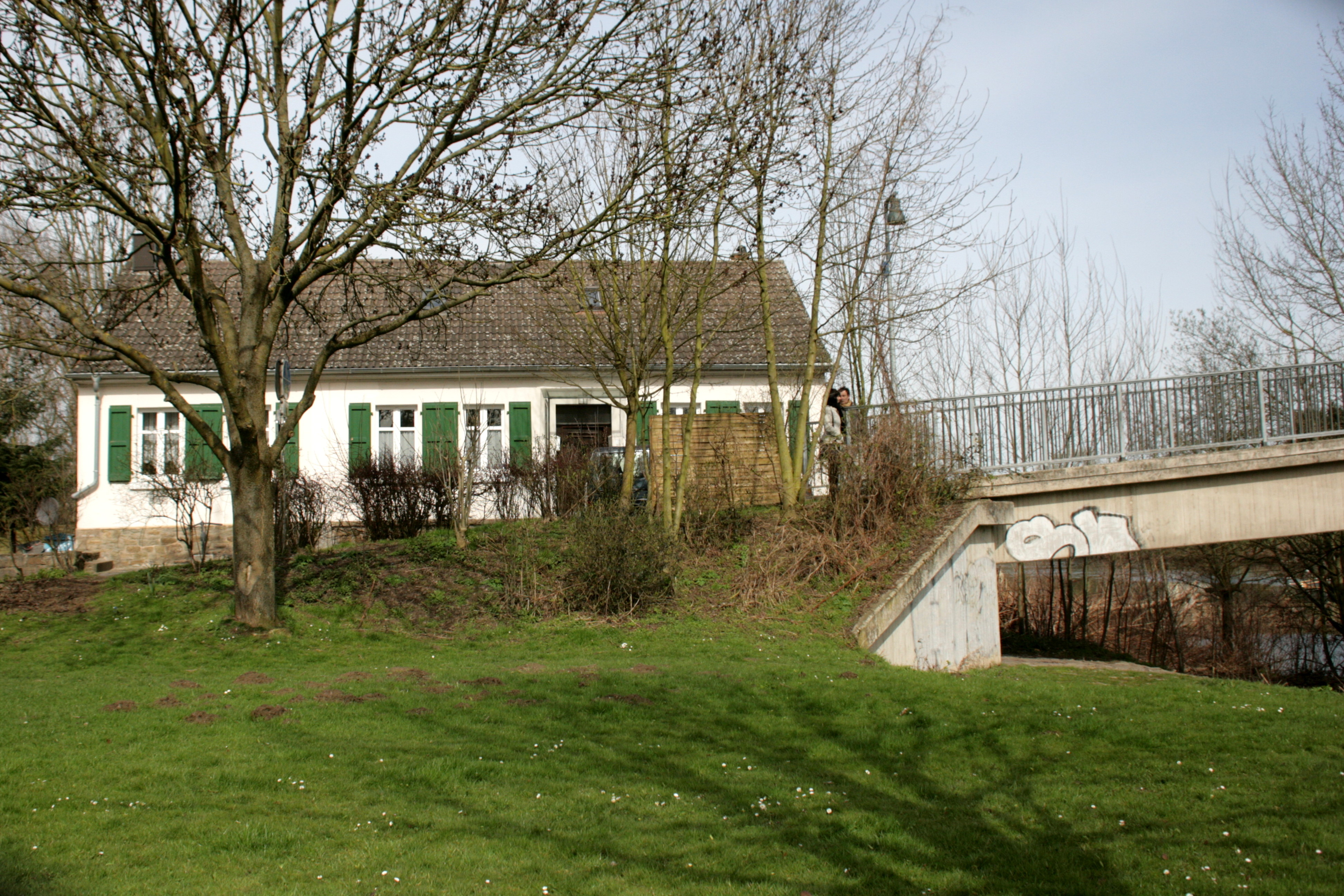
Zollhaus Herbede, 2010

Das Zollhaus Herbede ist ein ehemaliges, preußisches Brückenwärterhaus aus dem 19. Jahrhundert und liegt unmittelbar an der Lakebrücke über die Ruhr auf der Seite von Herbede, Witten. Die Errichtung des Hauses folgte dem Bau der Brücke durch den Freiherren von Elverfeldt 1844. Bis 1930 musste beim Überqueren der Lakebrücke ein Brückenzoll entrichtet werden. Das Gebäude gehört heute dem Unternehmen Friedr. Lohmann GmbH. 2013 wurde ein Biergarten eröffnet, 2016 eine Innengastronomie.